# 리스 워드
리스 워드(Rhys Ward, 1989년 9월 6일 ~ )는 캐나다의 배우이다.

## 출연 작품
- 더 해피즈 (2016)
- 굿 애프터 배드 (2016)
- 앤 나우 어 워드 프롬 아워 스폰서 (2012)